# لويز فانهيل
لويز فانهيل (بالفرنسية: Louise Vanhille)‏ هي لاعبة جمباز فني فرنسية ولدت في يوم 6 نوفمبر 1998 في دونكيرك. فازت بأربعة ميداليات في دورة ألعاب البحر الأبيض المتوسط منها ميدالية ذهبية وميداليتين فضيتين وميدالية برونزية.